# Bohater niezależny

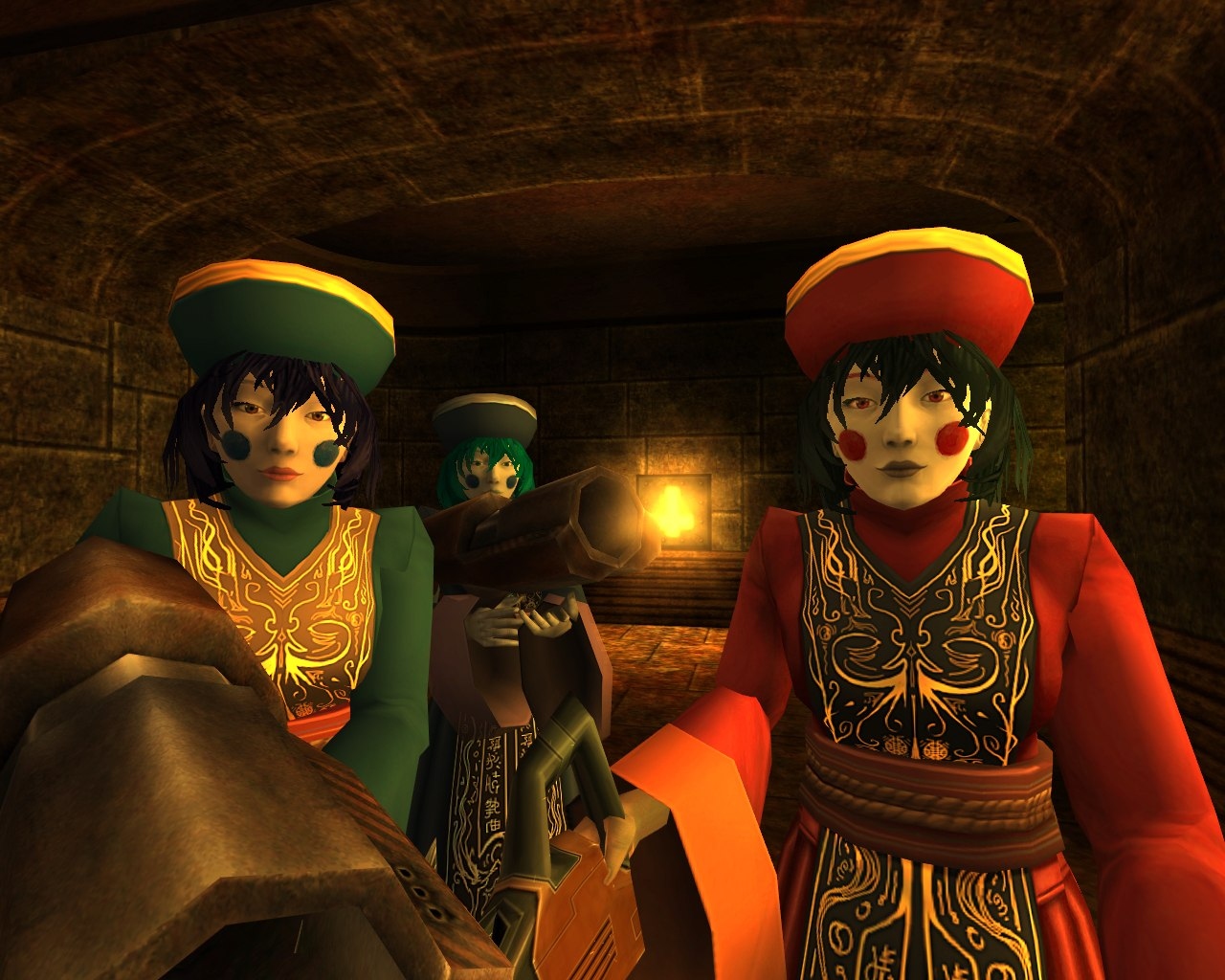
Przykład bohaterów niezależnych – boty w grze OpenArena

Bohater niezależny (BN, ang. non-player character, non-playable character, skracane do NPC) – w grach fabularnych i niektórych fabularnych grach komputerowych określenie każdej postaci, w którą nie wciela się żaden z graczy. Odgrywana jest ona przez mistrza gry lub program.
W trakcie LARP-ów rolę bohatera niezależnego odgrywa jeden z uczestników, najczęściej podstawiony przez organizatorów LARP-a, tzw. duszek lub sami organizatorzy.
Istnieje również alternatywne określenie mob (ang. mobile object block). Stosowane jest najczęściej przez graczy MMORPG i MUD-ów do określania potworów zabijanych przez graczy.